# Prirodoslovlje (časopis)
Prirodoslovlje - časopis Odjela za prirodoslovlje i matematiku Matice hrvatske hrvatski je znanstveni časopis.

## Povijest
Časopis je 2001. godine pokrenuo Odjel za prirodoslovlje i matematiku Matice hrvatske sa svrhom očuvanja hrvatske znanstvene baštine te približavanja javnosti suvremenih znanstvenih doprinosa i izlaganja sa znanstvenih skupova.
Od 2003. do 2007. godine nije izlazio, nakon čega ponovno izlazi.
Glavni urednici bili su mu Nenad Trinajstić od 2001. do 2008. godine, te Barbara Bulat od 2008. godine.

## Sadržaj
Časopis izlazi dva puta godišnje (ili kao dvobroj), i donosi izvorne znanstvene i stručne članke, prikaze knjiga i izvješća sa stručnih skupova.

## Vanjske poveznice
Mrežna mjesta
- Prirodoslovlje  Arhivirana inačica izvorne stranice od 19. studenoga 2017. (Wayback Machine), neki od brojeva časopisa na stranicama Matice hrvatske